# Fine Point
Der Fine Point (englisch für Feine Landspitze) ist eine Landspitze an der Nordküste Südgeorgiens. Sie liegt westlich des Sheer Point am Nordufer des Prince Olav Harbour und stellt die nordöstliche Begrenzung der Einfahrt zur North Bay dar. 
Wissenschaftler der britischen Discovery Investigations kartierten sie zwischen 1929 und 1930 und gaben ihr ihren deskriptiven Namen.